# Tadahito Iguchi
Tadahito Iguchi (4 de dezembro de 1974) é um jogador profissional de beisebol japonês.

## Carreira
Tadahito Iguchi foi campeão da World Series 2005 jogando pelo Chicago White Sox. Na série de partidas decisiva, sua equipe venceu o Houston Astros por 4 jogos a 0.